# KNMI for the Caribbean Netherlands
KNMI for the Caribbean Netherlands (KNMICN) ist der staatliche Wetterdienst für die Karibischen Niederlande. Er hat seinen Sitz in De Bilt im europäischen Teil der Niederlande.

## Geschichte
Nach der Auflösung der Niederländischen Antillen im Jahr 2010 übernahm zunächst das aus dem Meteorological Service of the Netherlands Antilles & Aruba hervorgegangene Meteorological Department Curaçao die Aufgaben eines Wetterdienstes auch für Bonaire, Sint Eustatius und Saba.
2016 wurden diese Aufgaben an die neue Sonderabteilung KNMICN des Koninklijk Nederlands Meteorologisch Instituut übergeben.
Die externe Kommunikationssprache ist nicht Niederländisch, sondern Englisch, und für Bonaire auch Papiamentu.